# Mr. Morale & the Big Steppers
Albums de Kendrick Lamar
Black Panther: The Album
(2018) GNX
(2024)
Mr. Morale & the Big Steppers est le cinquième album studio de Kendrick Lamar, sorti en 2022, sur les labels PGLang (en), Top Dawg, Aftermath et Interscope.
Ce double album marque le dernier projet de Lamar chez Top Dawg. L'artiste californien revient après quatre ans d'absence et l'album Black Panther: The Album du film éponyme, et cinq d'absence en solo avec l'album Damn. Comme ses œuvres précédentes, Mr. Morale & the Big Steppers reçoit un accueil critique unanimement favorable.

## Genèse
En août 2021, Lamar publie un article sur un blog nommé oklama révélant qu'il travaille sur son prochain album, son dernier pour le label Top Dawg :

« Je passe la plupart de mes journées avec des pensées fugaces. Écrivant. Écoutant. Et collectionnant de vieux Beach cruisers. Les balades matinales me gardent sur une colline de silence. Je passe des mois sans téléphone. L'amour, la perte et le chagrin ont perturbé ma zone de confort, mais les lueurs de Dieu me parlent à travers ma musique et ma famille. Alors que le monde qui m'entoure évolue, je réfléchis à ce qui compte le plus. La vie dans laquelle mes mots vont atterrir ensuite. Alors que je produis mon dernier album TDE, je ressens de la joie d'avoir fait partie d'une telle empreinte culturelle après 17 ans. Les luttes. Le succès. Et le plus important, la fraternité. Que le Très-Haut continue d'utiliser Top Dawg comme un vaisseau pour les créateurs candides. Et que je continue à poursuivre la vocation de ma vie. Il y a de la beauté dans l'achèvement. Et toujours la foi dans l'inconnu. Merci de me garder dans vos pensées. J'ai prié pour vous tous. À très bientôt. »

## Sortie et promotion
Malgré des rumeurs annonçant une sortie d'un single avant la performance de Lamar au Super Bowl (en), l'artiste demeure silencieux jusqu'en avril 2022. Le Californien révèle le titre et la date de sortie de son album, intitulé Mr. Morale & the Big Steppers et prévu pour le 13 mai 2022. Il tease également la suite de sa série de singles The Heart.
Le 8 mai, Lamar publie The Heart Part 5, accompagné d'un clip vidéo. Le single, n'étant pas inclus dans l'album, est bien accueilli par la presse et fait parler de lui, après plusieurs mois d'attente. Le clip, sorti le jour suivant sur YouTube, dépasse les cinq millions de vues en dix heures. Il montre Lamar rappant face caméra en prenant épisodiquement l'apparence de plusieurs personnalités afro-américaines grâce à la technologie du deepfake : O. J. Simpson, Kanye West, Jussie Smollett, Will Smith, Kobe Bryant et Nipsey Hussle.
Deux jours avant sa sortie, Lamar révèle la couverture de l'album, réalisée par Renell Medrano. L'artiste, au premier plan et de dos dans une pièce rapiécée, porte un revolver à l'arrière de son pantalon et tient sa fille aînée dans ses bras qui regarde vers l'objectif. Il porte une couronne d'épines en référence à sa foi chrétienne. En arrière-plan, assise sur un lit, la femme de Lamar berce le dernier né.

## Fiche technique

### Liste des titres
| Volume 1 – Big Steppers | Volume 1 – Big Steppers                                | Volume 1 – Big Steppers | Volume 1 – Big Steppers                                                                  | Volume 1 – Big Steppers | Volume 1 – Big Steppers | Volume 1 – Big Steppers | Volume 1 – Big Steppers | Volume 1 – Big Steppers | Volume 1 – Big Steppers |
| No                      | Titre                                                  | Auteur | Producteurs                                                                              | Durée                   |                         |                         |                         |                         |                         |
| ----------------------- | ------------------------------------------------------ | --- | ---------------------------------------------------------------------------------------- | ----------------------- | ----------------------- | ----------------------- | ----------------------- | ----------------------- | ----------------------- |
| 1.                      | United in Grief                                        | - Kendrick Duckworth - Sam Dew (en) - Mark Spears (en) - Jason Pounds - Duval Timothy - Matt Schaeffer - Johnny Kosich - Jake Kosich - Timothy Maxey                                                     | - OKLAMA - Sounwave (en) - J.LBS - Duval Timothy - Beach Noise (add.) - Tim Maxey (add.) | 4:15                    |                         |                         |                         |                         |                         |
| 2.                      | N95                                                    | - Duckworth - Dew - Matthew Samuels - Spears - Jahaan Sweet - Hykeem Carter | - Boi-1da - Sounwave - Sweet - Baby Keem (add.)                                          | 3:15                    |                         |                         |                         |                         |                         |
| 3.                      | Worldwide Steppers                                     | - Duckworth - Dew - Spears - Donte Perkins - Pounds - Vincent Crane - Pat Darnell | - Sounwave - Tae Beast - J.LBS (add.)                                                    | 3:23                    |                         |                         |                         |                         |                         |
| 4.                      | Die Hard (feat. Blxst (en) & Amanda Reifer)            | - Duckworth - Matthew Burdette (en) - Amanda Reifer - Dew - Stephen Bruner - Victor Ekpo - Spears - Dacoury Natche (en) - Carter - Pounds - Michael Mulé (en) - Isaac De Boni (en) - M. Smith - R. Smith | - Sounwave - DJ Dahi (en) - Baby Keem - J.LBS - FnZ (en) (co.)                           | 3:59                    |                         |                         |                         |                         |                         |
| 5.                      | Father Time (featuring Sampha)                         | - Duckworth - Sampha Sisay - Spears - Natche - Schaeffer - Jo. Kosich - Ja. Kosich - Daniel Tannenbaum (en) - Timothy - Ekpo - K. Jones                                                                  | - Sounwave - DJ Dahi - Beach Noise - Bekon (en) - Timothy - Grandmaster Vic              | 3:42                    |                         |                         |                         |                         |                         |
| 6.                      | Rich (interlude)                                       | - Bill Kapri - Dew - Timothy | Timothy                                                                                  | 1:43                    |                         |                         |                         |                         |                         |
| 7.                      | Rich Spirit                                            | - Duckworth - Dew - Spears - Natche - Frano Huett - A. Thomas - D. Dennis - G. Jackson - M. Hall | - Sounwave - DJ Dahi - franO                                                             | 3:22                    |                         |                         |                         |                         |                         |
| 8.                      | We Cry Together (feat. Taylour Paige)                  | - Duckworth - Daniel Maman - Pounds - Tannenbaum - Florence Welch - G. Peacock | - The Alchemist - J.LBS (co.) - Bekon (add.)                                             | 5:41                    |                         |                         |                         |                         |                         |
| 9.                      | Purple Hearts (feat. Summer Walker & Ghostface Killah) | - Duckworth - Summer Walker - Dennis Coles - Dew - Anthony Dixon (en) - Spears - Khalil Abdul-Rahman - Pounds - Schaffer - Jo. Kosich - Ja. Kosich                                                       | - Sounwave - DJ Khalil - J.LBS (add.) - Beach Noise (add.)                               | 5:29                    |                         |                         |                         |                         |                         |
| 34:49                   |                                                        | |                                                                                          |                         |                         |                         |                         |                         |                         |

| Volume 2 – Mr. Morale | Volume 2 – Mr. Morale                   | Volume 2 – Mr. Morale | Volume 2 – Mr. Morale                                               | Volume 2 – Mr. Morale | Volume 2 – Mr. Morale | Volume 2 – Mr. Morale | Volume 2 – Mr. Morale | Volume 2 – Mr. Morale | Volume 2 – Mr. Morale |
| No                    | Titre                                   | Auteur | Producteurs                                                         | Durée                 |                       |                       |                       |                       |                       |
| --------------------- | --------------------------------------- | --- | ------------------------------------------------------------------- | --------------------- | --------------------- | --------------------- | --------------------- | --------------------- | --------------------- |
| 1.                    | Count Me Out                            | - Duckworth - Dew - Spears - Natche - Pounds | - OKLAMA - Sounwave - DJ Dahi - J.LBS - Maxey (add.)                | 4:43                  |                       |                       |                       |                       |                       |
| 2.                    | Crown                                   | - Duckworth - Dew - Timothy | Timothy                                                             | 4:24                  |                       |                       |                       |                       |                       |
| 3.                    | Silent Hill (feat. Kodak Black)         | - Duckworth - Kapri - Samuels - Spears - Sweet - Schaeffer - Jo. Kosich - Ja. Kosich                                                                           | - Boi-1da - Sounwave - Sweet - Beach Noise (add.)                   | 3:40                  |                       |                       |                       |                       |                       |
| 4.                    | Savior (interlude)                      | - Duckworth - Carter - Spears - Pounds | - OKLAMA - Sounwave - J.LBS                                         | 2:32                  |                       |                       |                       |                       |                       |
| 5.                    | Savior (feat. Baby Keem & Sam Dew (en)) | - Duckworth - Dew - Tannenbaum - Spears - Ronald LaTour - Pounds - Mario Luciano - Tobias Breuer - Tommy Paxton-Beesley                                        | - Cardo - J.LBS - Sounwave - OKLAMA - Luciano (co.) - Rascal (co.)  | 3:44                  |                       |                       |                       |                       |                       |
| 6.                    | Auntie Diaries                          | - Duckworth - Homer Steinweiss - Daniel Krieger - Tannenbaum - Tyler Mehlenbacher - Sergiu Gherman - Craig Balmoris (en) - Schaeffer - Jo. Kosich - Ja. Kosich | - Bekon - The Donuts - Balmoris - Beach Noise (add.)                | 4:41                  |                       |                       |                       |                       |                       |
| 7.                    | Mr. Morale (feat. Tanna Leone (en))     | - Duckworth - Dew - Avante Santana (en) - Pharrell Williams | Williams                                                            | 3:30                  |                       |                       |                       |                       |                       |
| 8.                    | Mother I Sober (feat. Beth Gibbons)     | - Duckworth - Beth Gibbons - Dew - Bruner - Spears - Tannenbaum - Pounds                                                                                       | - Sounwave - Bekon - J.LBS                                          | 6:46                  |                       |                       |                       |                       |                       |
| 9.                    | Mirror                                  | - Duckworth - Krieger - Stuart Johnson - Spears - Natche - Tannenbaum - Mehlenbacher - Gherman - Balmoris - Maxey                                              | - Sounwave - DJ Dahi - Bekon - The Donuts - Balmoris - Maxey (add.) | 4:16                  |                       |                       |                       |                       |                       |
| 38:16                 |                                         | |                                                                     |                       |                       |                       |                       |                       |                       |

Notes
- United in Grief, Father Time et We Cry Together sont narrés par Whitney Alford, la femme de Kendrick Lamar.
- Worldwide Steppers et Mirror contiennent des voix additionnelles de Kodak Black.
- Rich (Interlude) contient des chœurs de Kodak Black.
- Rich Spirit  contient des chœurs de Sam Dew (en).
- Count Me Out contient des chœurs de DJ Dahi (en).
- Count Me Out, Savior (Interlude) et Mr. Morale sont narrés par Eckhart Tolle.
- Savior (Interlude) contient des chœurs de Baby Keem.
- Auntie Diaries et Mirror contiennent des chœurs de Bekon (en).
- Mr. Morale contient des voix additionnelles de Sam Dew.

### Samples
- Worldwide Steppers contient des samples de Break Through de The Funkees (en) et de Look Up Look Down de Soft Touch[13].
- Die Hard contient un sample de Remember the Rain de Kadhja Bonet (en).
- We Cry Together contient un sample de June de Florence + The Machine[14].

## Certifications
| Pays          | Certification | Unités certifiées |
| ------------- | ------------- | ----------------- |
| France (SNEP) | Or            | 50 000            |